# Gaetano Buganza
Cayetano Buganza fue un jesuita y escritor nacido en Mantua, Italia en 1752 y fallecido en 1812

## Biografía
Cayetano enseñó la retórica en diversos colegios y en Perusa la filosofía y fue académico de la Academia de las Bellas Letras de Mantua.
A la supresión del Instituto regresó a su patria en donde lleno las funciones del ministerio evangélico.
Fallecido en 12 de abril de 1812 su oración fúnebre fue pronunciada por el archipresbítero José Speranza, que fue imprensa: "La oración fúnebre del Padre Buganza"
Cayetano escribió sobre retórica, inscripciones, un libro de versos escritos con mucha naturalidad, un tratado lleno de juiciosas observaciones y un opúsculo en el que prueba que los grandes prosistas deben a los poetas las figuras, las imagenes, el número y la armonía que tanto se admiran en sus obras.

## Obras
- De modo conscribendi inscriptiones, Mantua, 1779, en 8.º.
- Epigrafe latine, Mantua, 1790.
- La poesia in ayuto alla prosa, Mantua, 1781, en 8.º.
- Carmina, Florencia, 1786, en 8.º.
- L'eloquenza ridotta alla pratica, Mantua, 1800, tres partes en 8.º.
- Poesia latine, Firenze, 1786.
- Predica de divertimenti moderni, 1847.
- Otras